# Belliqueux (1756)
Le Belliqueux est un vaisseau de ligne de 64 canons de la Marine royale lancé à Toulon en 1756. Il participe à deux missions vers le Canada pendant la guerre de Sept Ans. Capturé en 1758, il sert dans la marine anglaise jusqu'en 1772.

## Caractéristiques principales
Le Belliqueux est un bâtiment moyennement artillé mis sur cale selon les normes définies dans les années 1730-1740 par les constructeurs français pour obtenir un bon rapport coût/manœuvrabilité/armement afin de pouvoir tenir tête à la marine anglaise qui dispose de beaucoup plus de navires. Il fait partie de la catégorie des vaisseaux dite de « 64 canons » dont le premier exemplaire est lancé en 1735 et qui sera suivi par plusieurs dizaines d’autres jusqu’à la fin des années 1770, époque où ils seront définitivement surclassés par les « 74 canons. »
Sa coque est en chêne, son gréement en pin, ses voiles et cordages en chanvre. Il est moins puissant que les vaisseaux de 74 canons car outre qu'il emporte moins d'artillerie, celle-ci est aussi pour partie de plus faible calibre, soit :
- vingt-six canons de 24 livres sur sa première batterie percée à treize sabords,
- vingt-huit canons de 12 sur sa deuxième batterie percée à quatorze,
- dix canons de 6 sur ses gaillards[7],[1].

Cette artillerie correspond à l’armement habituel des 64 canons. Lorsqu'elle tire, elle peut délivrer une bordée pesant 540 livres (soit à peu près 265 kg) et le double si le vaisseau fait feu simultanément sur les deux bords. Chaque canon dispose en réserve d’à peu près 50 à 60 boulets, sans compter les boulets ramés et les grappes de mitraille.
Pour nourrir les centaines d’hommes qui compose son équipage, c’est aussi un gros transporteur qui doit avoir pour deux à trois mois d'autonomie en eau douce et cinq à six mois pour la nourriture. C'est ainsi qu'il embarque des dizaines de tonnes d’eau, de vin, d’huile, de vinaigre, de farine, de biscuit, de fromage, de viande et de poisson salé, de fruits et de légumes secs, de condiments, de fromage, et même du bétail sur pied destiné à être abattu au fur et à mesure de la campagne.

## La carrière du vaisseau
Le Belliqueux est mis en service alors que la France et l'Angleterre sont en guerre depuis deux ans. En 1757, il fait partie de l'escadre de neuf vaisseaux de Dubois de La Motte qui part défendre l'île Royale (actuelle île du Cap-Breton), porte d'entrée du Canada français. Il arrive à Louisbourg le 19 juin où se forme peu à peu, avec l'arrivée de deux autres forces, une grosse concentration navale qui met la place à l’abri d'une attaque anglaise. Cette mission achevée, il reprend la route de la France à l'automne. Il est victime, comme le reste de l'escadre, de l'épidémie de typhus qui contamine Brest au retour de l'expédition et dévaste la ville.
Le 2 mai 1758, sous les ordres de René-Roland de Martel, le Belliqueux appareille de l'île d'Aix dans la division de Du Chaffault (cinq vaisseaux, trois frégates) pour transporter des troupes pour la Canada. La traversée de l'Atlantique effectuée, Du Chaffault doit mouiller à Port-Dauphin sur l'île Royale car le port de Louisbourg est bloqué par une escadre britanniques très supérieure, et débarque les troupes dans la baie Sainte-Anne. Il passe ensuite à Québec. Ce secours tardif n'ayant pu empêcher Louisbourg de tomber entre les mains des Britanniques, Du Chaffault appareille le 9 septembre pour rentrer en France.
Le 27 octobre, à 66 milles environ Nord-Nord-Ouest d'Ouessant, il tombe sur les neuf vaisseaux de l'escadre de Boscawen. Malgré son infériorité numérique, il réussit à les tenir à distance, mais la division française doit se séparer. Le Belliqueux s'égare jusque dans le canal de Bristol en mer d'Irlande alors qu'il n'a plus de vivres. Son commandant, Monsieur de Martel, a la naïveté de se présenter à Bristol en parlementaire pour s'y ravitailler. Il est capturé le 8 novembre 1758 par l'Antelope de Thomas Saumarez avec tout son équipage sans avoir tiré le moindre coup de feu. Le ministre de la marine, Berryer, fait rayer de Martel de la liste des officiers.
Le Belliqueux est l'un des trente-sept vaisseaux perdus par la France pendant la guerre de Sept Ans. Le bâtiment est intégré à la Royal Navy comme vaisseau de troisième rang sous le nom de HMS Belliqueux. Il est détruit le 2 septembre 1772.